# 三洋電機

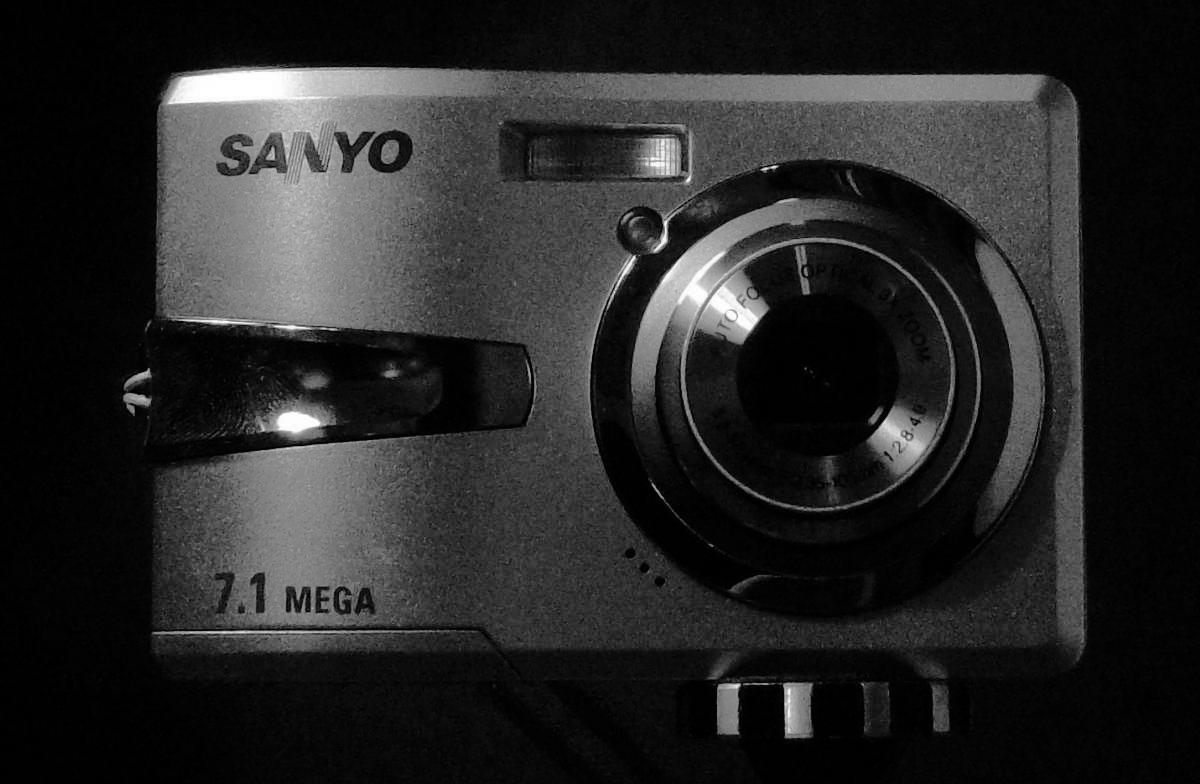
三洋的710萬畫素數位相機

三洋電機公司（日语：／?）是日本一家電子公司，成立之初以生產电器為主，後因經營不善而被松下电器併購。目前全品牌已被松下停用，成為歷史。

## 公司名稱
三洋電機由井植歲男於1947年成立，並於1950年組成株式會社。井植為松下幸之助的妻舅以及松下電器的前行政主任。該公司的名字於日語中的意思為「三個海洋」，指的是該公司的創辦人有將他們的產品銷售到世界各地，橫跨大西洋、太平洋與印度洋的抱負。

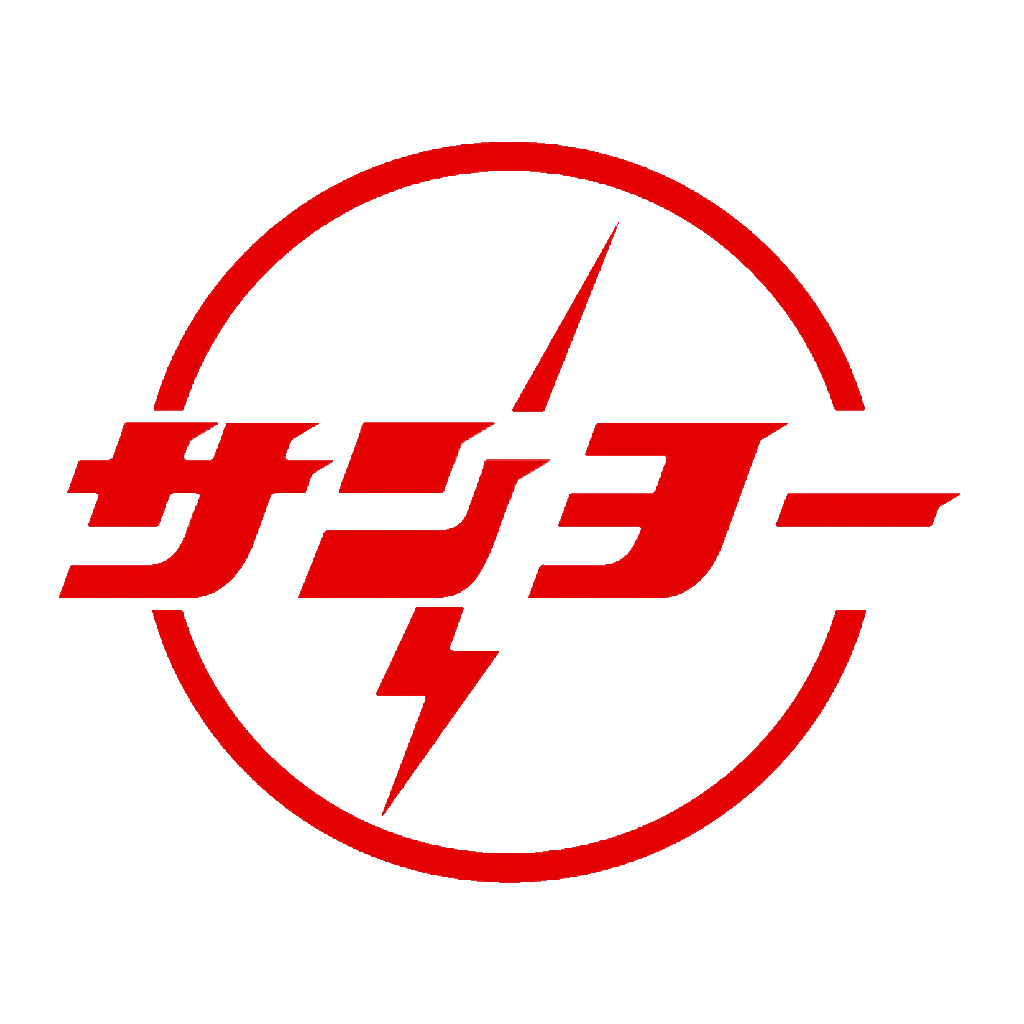
舊商標
舊商標（1976年至1986年使用）
自1987年後使用的商標

## 發展歷程
- 1945年8月，日本投降，進入日本盟軍佔領時期。由於松下電器曾經參與日軍的軍品生產，松下幸之助被駐日盟軍總司令部解職。井植歲男為了保住姊夫松下幸之助，自己作為代罪羔羊，引咎辭職。同年2月1日，井植在大阪府守口市本町創辦了「三洋電機製作所」。松下幸之助為了報答井植恩情，松下電器讓出了自行車車燈的專利權予三洋電機[1]。
- 1949年4月1日，「三洋電機株式會社」在大阪府守口市梅町成立。
- 1951年，三洋總部搬至大阪府守口市京阪本通。
- 1952年，三洋製作日本第一部塑膠收音機「SS-52」。
- 1954年，三洋製造日本第一台攪拌式洗衣機「SW-53」與三洋第一台電視機「17-C231」。
- 技術上來說，三洋曾與索尼關係良好，由發明開始到1980年代中期支持Betamax視像格式（1983年英國最暢銷的錄影機為三洋的VTC5000），並成為後來高度成功的Video8攝錄格式的早期採納者之一。HD DVD與藍光光碟之爭，三洋支持HD DVD，索尼支持藍光光碟；而至2008年，因華納兄弟、HBO及沃爾瑪等企業的退出，HD DVD的領導者東芝宣佈終止HD DVD相關硬體的開發跟生產。
- 2002年，三洋將自動販賣機事業賣給富士電機。
- 2004年新潟縣中越地震嚴重打擊三洋的半導體工廠，結果導致三洋於該年度的一個巨大的財務損失。從2005年財政年度的三洋財務報告中可看到2,050億日元純收入的損失。同年，三洋宣佈一個名為「SANYO Evolution Project」的重組計劃，展開一個新的企業展望以成為一家環境相關的公司，投資到強大的產品如充電電池、太陽能、空調、混能車電池與核心的消費性電子產品如Xacti照相機、投影機與手機。三洋在發表積極的營運後，收益出現恢復跡象，為26億日元。三洋依然為世界第一的充電池生產商。
- 2006年1月，三洋得到高盛、三井住友銀行與大和證券的大型注資，令該三家銀行的五位成員被選入三洋的九人董事會。
- 2006年7月3日，三洋成立三洋半導體。
- 2008年4月1日，三洋將行動電話事業賣給京瓷，從此以後的三洋行動電話皆是京瓷製品。
- 2009年12月21日，Panasonic取得50.27%三洋股權，三洋成為Panasonic的子公司。
- 2012年，Panasonic決定於2012年4月1日停止營運Sanyo品牌。2012年7月1日，三洋將數位相機/數位攝影機OEM事業分拆出來，併入新設立的子公司「SANYO DI Solutions」[2]。
- 2013年3月，Panasonic把SANYO DI Solutions出售給投資公司「日本優勢夥伴」（Advantage Parters）[3]。
- 2014年，三洋退出市場，旗下員工由母公司Panasonic（松下電器）接手[4]。

## 海外發展

### 美國
- 三洋於美國為Sprint-Nextel集團的Sprint PCS品牌製造CDMA制式手機。在8大手機生產商中，三洋連續三年獲得J.D. Power and Associates的最高整體滿意度獎，不過2005年三洋將這個位置讓給了LG電子。
- 2010年7月，三洋出售三洋半導體給安森美半導體。
- 2011年1月1日，安森美半導體完成收購三洋半導體，三洋半導體成為安森美半導體的子公司。

### 中國大陆
- 1983年10月，三洋在深圳蛇口工业区设立三洋电机（蛇口）有限公司，是中国大陆第一家日本独资企业。
- 1984年4月，三洋与深圳华强电子工业公司（华强电子）合资，成立三洋华强。
- 1993年5月21日，三洋与华强电子合资，成立深圳三洋华强激光电子有限公司（三洋华强激光）。主要生产CD/DVD激光头、CD/DVD机芯及其应用产品。[5]
- 1994年，三洋与中国荣事达集团合资成立合肥荣事达三洋电器有限公司（简称“合肥三洋”）。
- 2002年，三洋與中國海爾集團成立三洋海爾。
- 2007年3月31日，三洋海爾解散。
- 2011年7月28日，海爾收購三洋冰箱、洗衣機以及東南亞四國的白色家電銷售業務[6]。
- 2012年，三洋从三洋华强激光撤出[5]
- 2014年9月16日，惠而浦集团收购合肥三洋的日资股份，合肥三洋更名为惠而浦（中国）股份有限公司（简称“惠而浦中国”）[7]。
- 2015年10月28日，三洋在中国大陆的彩电业务被长虹收购。